# Dirac-Verteilung
Die Dirac-Verteilung oder Einpunktverteilung, manchmal auch Punktverteilung, ausgeartete Verteilung, entartete Verteilung, uneigentliche Verteilung, deterministische Verteilung, Einheitsmasse oder degenerierte Verteilung genannt, ist eine spezielle Wahrscheinlichkeitsverteilung in der Stochastik. Sie zählt zu den diskreten Wahrscheinlichkeitsverteilungen. Der Name Dirac-Verteilung folgt daher, dass sie aus dem Diracmaß abgeleitet wird. Sie ist meist nur von theoretischer Bedeutung und spielt eine wichtige Rolle in der Klassifikation der unendlich teilbaren Verteilungen.

## Definition

Die Verteilungsfunktion von

Eine reelle Zufallsvariable {\displaystyle X} heißt Dirac-verteilt zum Punkt {\displaystyle b}, in  Symbolen {\displaystyle X\sim \delta _{b}}, wenn sie die Verteilungsfunktion
{\displaystyle F_{X}(t)={\begin{cases}0&{\text{ falls }}t<b\\1&{\text{ falls }}b\leq t\end{cases}}}
besitzt. Die Verteilung von {\displaystyle X} ist also genau das Diracmaß im Punkt {\displaystyle b}, das heißt für alle messbaren Mengen {\displaystyle A\subset \mathbb {R} } gilt
{\displaystyle P(X\in A)={\begin{cases}1&{\text{ falls }}b\in A,\\0&{\text{ sonst.}}\end{cases}}}
Die Zufallsvariable {\displaystyle X} nimmt insbesondere fast sicher den Wert {\displaystyle b} an, es gilt also {\displaystyle P(X=b)=1}, worauf der Name deterministische Verteilung zurückzuführen ist.

## Eigenschaften

### Lagemaße
Erwartungswert, Modus und Median fallen alle zusammen und sind gleich dem Punkt {\displaystyle b}

### Streumaße
Varianz, Standardabweichung und Variationskoeffizient fallen zusammen und sind alle gleich {\displaystyle 0}

### Symmetrie
Die Dirac-Verteilung ist symmetrisch um {\displaystyle b}.

### Höhere Momente
Die Momente sind gegeben durch
{\displaystyle m_{k}=b^{k}}

### Entropie
Die Entropie der Dirac-Verteilung ist 0.

### Kumulanten
Die kumulantenerzeugende Funktion ist
{\displaystyle g_{X}(t)=bt}.
Damit ist {\displaystyle \kappa _{1}=b} und alle weiteren Kumulanten sind gleich 0.

### Charakteristische Funktion
Die charakteristische Funktion ist
{\displaystyle \varphi _{X}(t)=e^{ibt}\,}

### Momenterzeugende Funktion
Die momenterzeugende Funktion ist
{\displaystyle M_{X}(t)=e^{bt}\,}

### Reproduktivität, α-Stabilität und unendliche Teilbarkeit
Die Klasse der Dirac-Verteilungen ist reproduktiv, da die Summe Dirac-verteilter Zufallsvariablen wieder Dirac-verteilt ist, da für die Faltung
{\displaystyle \delta _{x}*\delta _{y}=\delta _{x+y}}
gilt. Des Weiteren sind Dirac-Verteilungen α-stabile Verteilungen mit {\displaystyle \alpha =1}. Teilweise werden aber Dirac-Verteilungen explizit von der Definition der α-Stabilität ausgeschlossen. Außerdem sind Dirac-Verteilungen unendlich teilbar, da {\displaystyle \delta _{b/n}^{*n}=\delta _{b}} gilt.

## Beziehung zu anderen Verteilungen
Die Dirac-Verteilung tritt meist als degenerierter Fall bei schlechter Parameterwahl von anderen Verteilungen auf. Beispielsweise sind die Bernoulli-Verteilung, die Zweipunktverteilung und die Binomialverteilung alles Dirac-Verteilungen, wenn man {\displaystyle p=0} wählt. Des Weiteren ist auch die diskrete Gleichverteilung auf einem Punkt eine Dirac-Verteilung.

## Beziehung zur Delta-Distribution
Insbesondere in der Physik und Technik werden verallgemeinerte Funktionen im Sinn von Distributionen verwendet, die als mathematische Objekte weder Funktionen noch Wahrscheinlichkeitsverteilungen sind. Die Delta-Distribution (oder Dirac-Funktion) auf den reellen Zahlen ist das Objekt {\displaystyle \delta } mit der Eigenschaft 
{\displaystyle \int _{-\infty }^{\infty }f(x)\delta (x-b)\mathrm {d} x=f(b)}
für eine große Klasse von Funktionen {\displaystyle f}.
Für eine Zufallsvariable {\displaystyle X} mit einer Dirac-Verteilung an der Stelle {\displaystyle b\in \mathbb {R} } können die Wahrscheinlichkeiten für ein Ereignis {\displaystyle A} mit Hilfe der Delta-Distribution formal als  
{\displaystyle P(X\in A)=\mathbf {1} _{A}(b)={\begin{cases}1&{\text{für }}b\in A\\0&{\text{sonst}}\end{cases}}=\int _{-\infty }^{\infty }\mathbf {1} _{A}(x)\delta (x-b)\mathrm {d} x}
geschrieben werden. Damit verhält sich {\displaystyle \delta (x-b)} formal wie eine Dichtefunktion, obwohl die Dirac-Verteilung keine Dichtefunktion bezüglich des Lebesgue-Maßes besitzt.